# 360 Networks
360 Networks était un opérateur de télécoms canadien créé dans les années 1990.

## Histoire
La société, créée en 1987 à Vancouver, est à ses débuts un équipementier de télécommunications et une simple filiale du groupe Ledcor Industries. En 1998, elle décide de devenir FAI pour les entreprises et de bâtir un réseau mondial de fibres optiques, afin de se transformer en grossiste qui vend des services de transport de données par Internet. La société est rebaptisée Worldwide Fiber. En janvier 2000, elle embauche comme PDG l'ex-directeur financier de Microsoft, Gregory B. Maffei, qui se charge de la faire coter au Nasdaq et à la Bourse de New York et demande un prêt de 77,5 millions de dollars pour acheter des actions de sa nouvelle société. Nouveau changement de nom, pour devenir 360 Networks. En mai 2000, la société a pour clients Rupert Murdoch, John Malone ou Michael Dell, et vaut plus de 15 milliards de dollars, dont 8 % appartient à Gregory B. Maffei pour un montant de 1,4 milliard de dollars, qui n'inclut aucune stock-option.
Sur les neuf premiers mois de 2000, la société est toujours en phase ascendante, avec un chiffre d'affaires de 353 millions de dollars, en hausse de 38 %, mais ensuite ses difficultés commencent. Dès la mi-juin 2001, l'action 360 Networks ne vaut plus que 0,43 dollar, ce qui signifie que la participation de Gregory B. Maffei ne vaut plus que 27 millions alors qu'il s'était endetté pour l'acheter 82 millions de dollars. L'équipementier français Alcatel, l'un des fournisseurs avec Cisco Systems, s'était désengagé de son investissement de 500 à 700 millions de dollars canadiens. 
Le 28 juin 2001, après une perte de plus de 300 millions de dollars, 360 Networks a dû annoncer qu'elle se plaçait sous les lois canadienne et américaine de protection contre les faillites. Bell Canada Enterprises (BCE) a racheté ses actifs canadiens pour 275 millions de dollars canadiens. 360 Networks a achevé son plan de restructuration en novembre 2002 et racheté ensuite l'opérateur télécoms canadien (Group Télécom) GT.